# اس‌اس کاستیل
اس‌اس کاستیل (به انگلیسی: SS Castilian) یک کشتی بود که طول آن 331 بود. این کشتی در سال ۱۹۱۹ ساخته شد.